# Powiat Minamiisa
Powiat Minamiisa (jap. 南伊佐郡 Minamiisa-gun) – dawny powiat w Japonii, w prefekturze Kagoshima.

## Historia

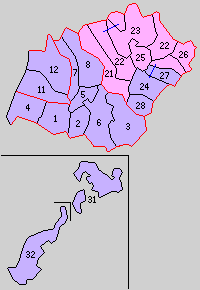
Powiat Minamiisa (21–28) (1889 r.)

Powiat został założony 9 maja 1887 roku w wyniku podziału powiatu Isa na dwa mniejsze powiaty. Wraz z utworzeniem nowego systemu administracyjnego 1 kwietnia 1889 roku powiat Minamiisa został podzielony na 8 wiosek: Yamazaki, Miyanojō, Tsuruda, Ō (jap. 大村), Sashi, Nagano, Kuroki oraz Imuta.  
1 kwietnia 1897 roku powiat Minamiisa został włączony w teren powiatu Satsuma. W wyniku tego połączenia powiat został rozwiązany.